# Burgthann
Burgthann este o comună din landul Bavaria, Germania.
1. ↑   (PDF) https://burgthann.de/download/a9bpgrrauiv7un62vj8ni3ktldr/Jubilaeumsschrift_2012.pdf Lipsește sau este vid: |title= (ajutor)
2. ↑  Alle politisch selbständigen Gemeinden mit ausgewählten Merkmalen am 31.12.2018 (4. Quartal) (în germană), Statistisches Bundesamt[*], arhivat din original la 10 martie 2019, accesat în 10 martie 2019